# 楊伯潤
杨伯润（1837年—1911年），字佩夫，一作佩甫，号茶禅。嘉興人。
楊韵之子。工於山水畫，師法董其昌，“中年后造诣精深，渐归平淡，雅秀之气为诸家所莫及”。咸丰年間避乱上海，以賣畫為生。曾任上海豫园书画会会长。著《南湖草堂集》、《语石齐画识》。